# Нове Чарново (Західнопоморське воєводство)
Но́ве Ча́рново (пол. Nowe Czarnowo) — село в Польщі, у гміні Ґрифіно Грифінського повіту Західнопоморського воєводства.
Населення — 525 осіб (2011).
У 1975-1998 роках село належало до Щецинського воєводства. У селі розташована пам'ятка природи «Кривий Ліс».

## Демографія
Демографічна структура станом на 31 березня 2011 року:
|          | Загалом | Допрацездатний вік | Працездатний вік | Постпрацездатний вік |
| -------- | ------- | ------------------ | ---------------- | -------------------- |
| Чоловіки | 271     | 57                 | 195              | 19                   |
| Жінки    | 254     | 51                 | 154              | 49                   |
| Разом    | 525     | 108                | 349              | 68                   |